# Wydawnictwo Sigma-NOT
Wydawnictwo Sigma-NOT – najstarszy i największy w Polsce wydawca prasy fachowej o szeroko rozumianym ukierunkowaniu technicznym. 
Jako zorganizowana oficyna działa od 1949 roku, ale najstarszy wydawany przez nią tytuł – „Przegląd Techniczny” – w 2016 miał 150 lat. Inny tytuł, „Przegląd Elektrotechniczny”, wydawany jest od 1919 i jest najstarszym czasopismem w Europie publikującym artykuły z dziedziny elektrotechniki.
Sigma-NOT działa na terenie całego kraju i wydaje ponad 30 tytułów prasy fachowej, w których poruszane są tematy związane z budownictwem, chemią, dozorem technicznym, elektroniką i elektrotechniką, geodezją, gospodarką żywnościową, górnictwem, hutnictwem, papiernictwem, telekomunikacją, techniką opakowań, problemami jakości, przemysłem lekkim, ochroną środowiska oraz bezpieczeństwem i higieną pracy.
Poza czasopismami, nieprzerwanie od 1952 Sigma-NOT wydaje również „Terminarz Technika” – kalendarz zawierający podstawowe informacje techniczne.